# Francières, Somme

Francières este o comună în departamentul Somme, Franța. În 1 ianuarie 2022 avea o populație de 172 de locuitori.